# Мачковець-при-Шкоцяну
Мачковець-при-Шкоцяну (словен. Mačkovec pri Škocjanu) — поселення в общині Шкоцян, регіон Південно-Східна Словенія, Словенія.